# BVIFA National Football League 2024-2025
La BVIFA National Football League 2024-2025 è stata la quindicesima edizione della massima serie del campionato di calcio delle Isole Vergini Britanniche. Il campionato è iniziato il 20 ottobre 2024 e si è concluso il 28 aprile 2025.
La squadra campione in carica era il Wolues, che ha vinto il suo primo campionato nella stagione 2023-2024. Il titolo è stato vinto dal VG United, al suo primo campionato nazionale. 

## Stagione

### Aggiornamenti
La struttura del campionato non prevede serie inferiori, per cui non ci sono state retrocessioni. Tuttavia la federazione ha ammesso l'Avengers, aumentando il numero di squadre partecipanti a 11.

### Formula
Le 11 squadre partecipanti giocano un girone di andata e ritorno, per un totale di 18 giornate. Al termine del campionato, la prima classificata è campione delle Isole Vergini Britanniche e si qualifica per la CFU Club Shield 2025.

## Squadre partecipanti
| Club         | Città        | Stagione precedente                      |
| ------------ | ------------ | ---------------------------------------- |
| Avengers     | Spanish Town | Non iscritto al campionato               |
| Islanders    | Parham Town  | 2° in National Football League           |
| Lion Heart   | Parham Town  | 5° in National Football League           |
| Old Madrid   | Parham Town  | 10° in National Football League          |
| One Love Utd | Parham Town  | 4° in National Football League           |
| Panthers     | Parham Town  | 8° in National Football League           |
| Positive     | Parham Town  | 9° in National Football League           |
| Rebels       | Parham Town  | 7° in National Football League           |
| Sugar Boys   | Spanish Town | 6° in National Football League           |
| VG United    | Spanish Town | 3° in National Football League           |
| Wolues       | Road Town    | Campione delle Isole Vergini Britanniche |

## Classifica
|                                      | Pos. | Squadra      | Pt | G  | V  | N | P  | GF | GS  | DR   |
| ------------------------------------ | ---- | ------------ | -- | -- | -- | - | -- | -- | --- | ---- |
| Isole Vergini Britanniche (bandiera) | 1.   | VG United    | 51 | 20 | 16 | 3 | 1  | 78 | 12  | +66  |
|                                      | 2.   | Wolues       | 49 | 20 | 15 | 4 | 1  | 84 | 24  | +60  |
|                                      | 3.   | Islanders    | 39 | 20 | 11 | 6 | 3  | 60 | 22  | +38  |
|                                      | 4.   | Panthers     | 38 | 20 | 11 | 5 | 4  | 70 | 32  | +38  |
|                                      | 5.   | One Love Utd | 34 | 20 | 10 | 4 | 6  | 47 | 38  | +9   |
|                                      | 6.   | Lion Heart   | 30 | 20 | 9  | 3 | 8  | 54 | 38  | +16  |
|                                      | 7.   | Rebels       | 25 | 20 | 8  | 1 | 11 | 47 | 47  | 0    |
|                                      | 8.   | Positive     | 23 | 20 | 7  | 2 | 11 | 42 | 62  | -20  |
|                                      | 9.   | Sugar Boys   | 20 | 20 | 6  | 2 | 12 | 45 | 51  | -6   |
|                                      | 10.  | Old Madrid   | 6  | 20 | 2  | 0 | 18 | 16 | 113 | -97  |
|                                      | 11.  | Avengers     | 0  | 20 | 0  | 0 | 20 | 8  | 112 | -104 |

Legenda:
      Campione delle Isole Vergini Britanniche e ammessa alla CFU Club Shield 2025.